# イワツバメ
イワツバメ（岩燕、Delichon urbica）は、鳥綱スズメ目ツバメ科に分類される鳥類。

## 分布
アフリカ大陸、ユーラシア大陸、インドネシア、日本、フィリピン
夏季にアフリカ大陸北部やユーラシア大陸で繁殖し、冬季になるとアフリカ大陸やインド北部、東南アジアへ南下し越冬する。中華人民共和国南部などでは周年生息する。日本には亜種イワツバメが繁殖のために九州以北に夏鳥として飛来するが、西日本では渡来地は局地的である。温暖な地域では越冬することもある。

## 形態
全長13-15センチメートル。尾羽はアルファベットの「V」字状。
嘴の色彩は黒い。趾は白い羽毛で覆われる。
- D. u. dasypus　イワツバメ

全長13センチメートル。体形は細い。尾羽の切りこみが浅い。上面は光沢のある黒褐色、下面が汚白色の羽毛で覆われる。腰が白い羽毛で覆われる。
- D. u. lagopoda　シベリアイワツバメ

全長15センチメートル。体形は太い。尾羽の切りこみが深い。上面は光沢のある暗青色、下面が白い羽毛で覆われる。背中後部、腰、尾羽基部の上面（上尾筒）が白い羽毛で覆われる。

## 分類
亜種イワツバメを独立種とする説もあり、その場合には種D. urbicaの和名はニシイワツバメになる。
- Delichon urbica dasypus　(Bonaparte, 1850)　イワツバメ　Asian house martin
- Delichon urbica lagopoda　　シベリアイワツバメ
- Delichon urbica urbica　(Linnaeus, 1758) - など

## 生態
平地から山地にかけて生息する。
食性は動物食で、昆虫を食べる。群れで飛行しながら口を大きく開けて獲物を捕食する。
繁殖形態は卵生。海岸や山地の岩場に泥と枯れ草を使って上部に穴の空いた球状の巣を作り、日本では4-8月に1回に3-4個の卵を産む。本州では、巣の中にツバメトコジラミ、シラミバエ類、スズメトリノミ、ツバメヒメダニなどの吸血害虫が生息する。岩場に営巣することが和名の由来。集団で営巣する。

## 人間との関係
昔から山間部の旅館や山小屋などに営巣する例は知られていたが、第二次世界大戦後はコンクリート製の大規模な建造物が増加するとともに、本種もそれらに営巣するようになった。近年は市街地付近の橋桁やコンクリート製の建物の軒下などに集団営巣する例が増えており、本種の分布の拡大につながっている。

## 画像

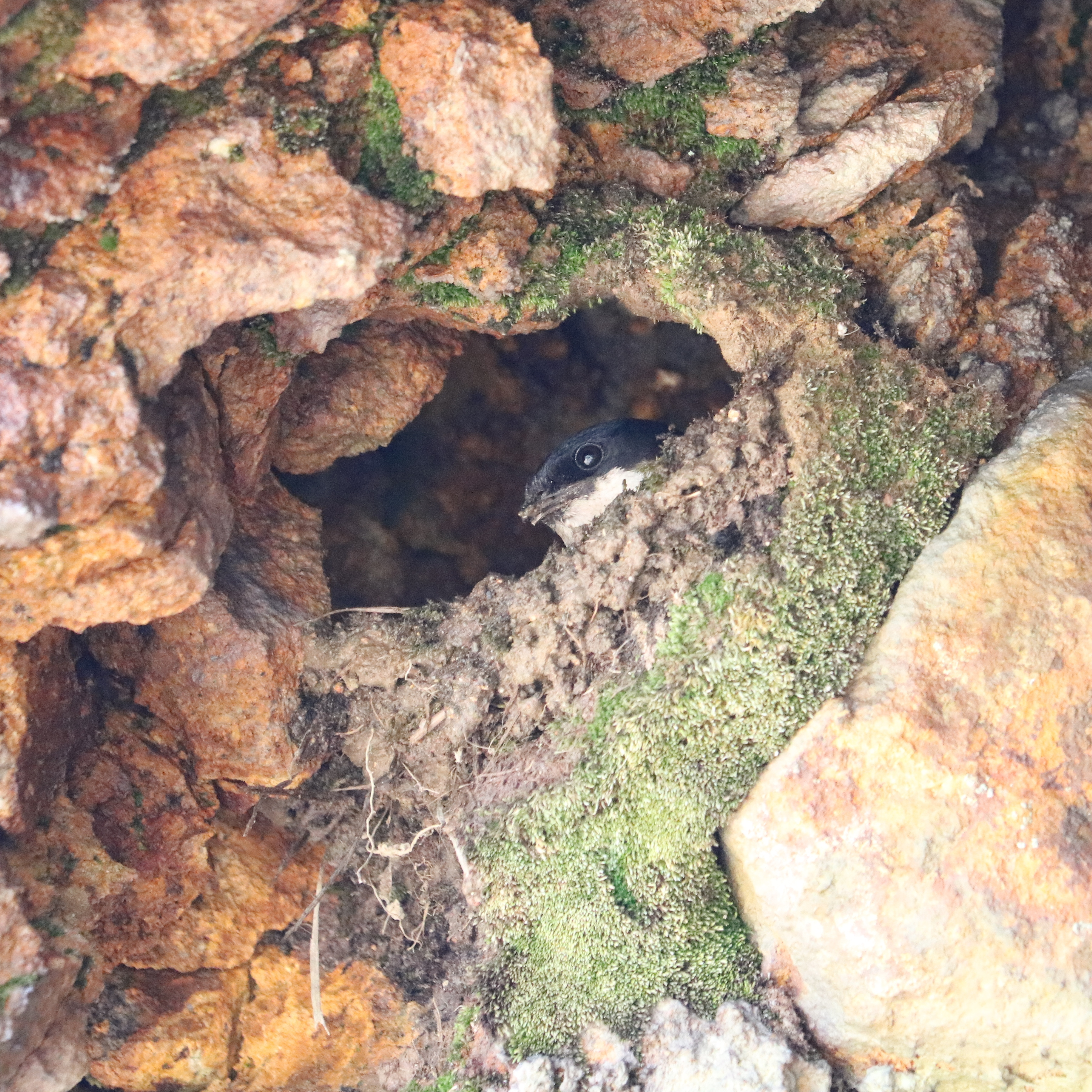
巣作り中のイワツバメ。焼岳にて。

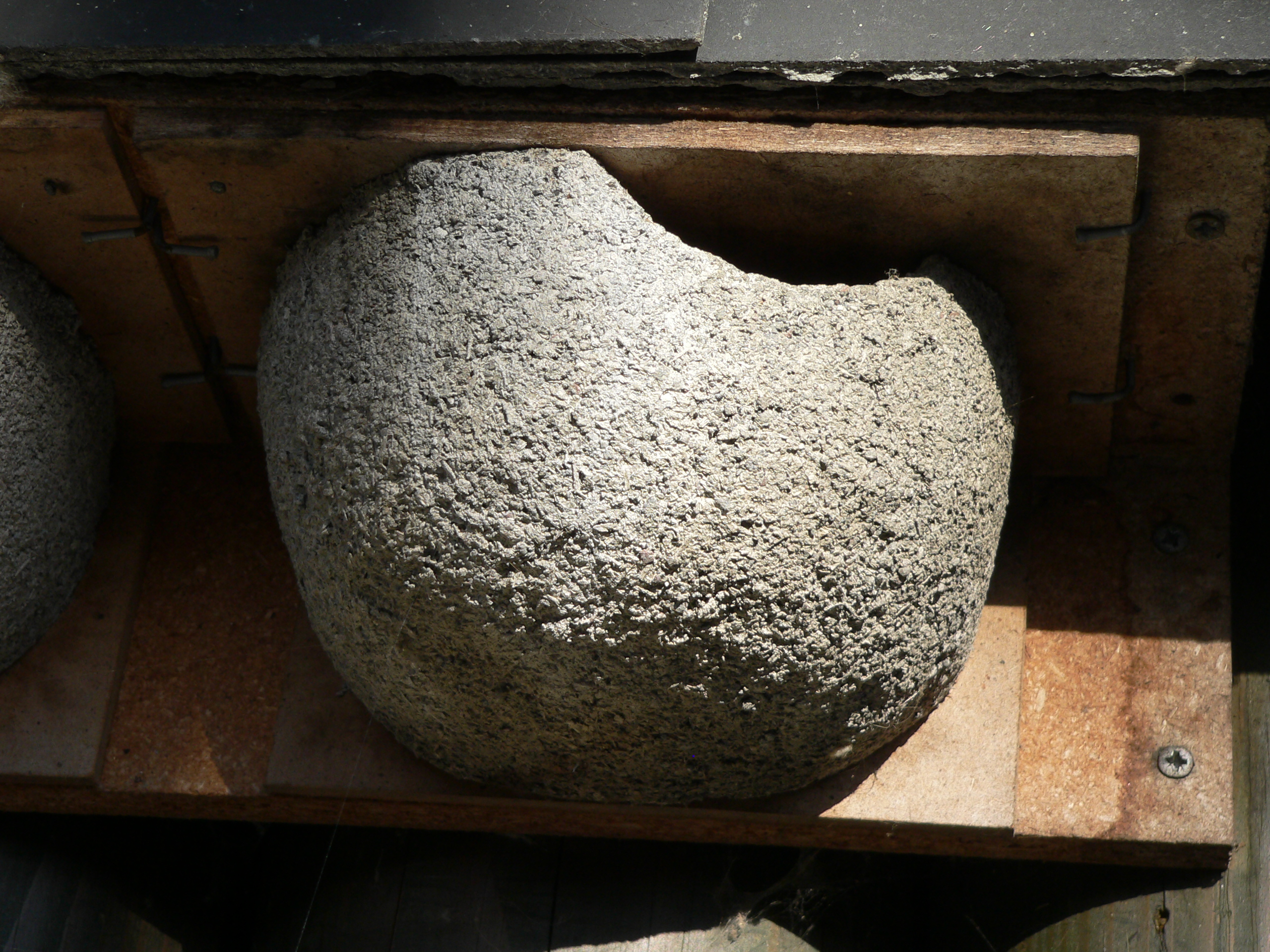
人工巣
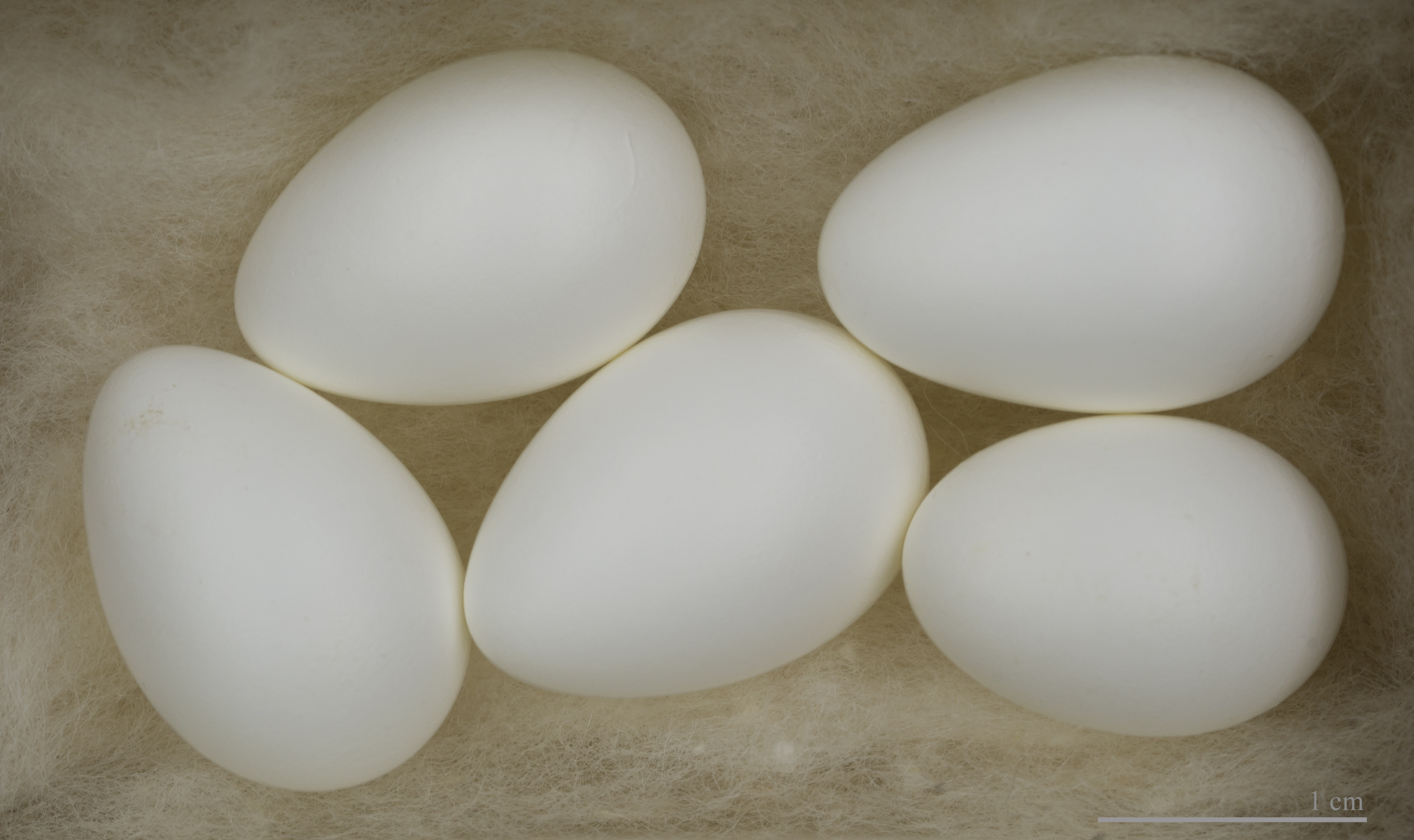
卵